# Clandestine
Clandestine – drugi album studyjny szwedzkiego zespołu deathmetalowego Entombed, wydany w 1991 roku przez wytwórnię Earache Records.

## Twórcy
- Nicke Andersson – perkusja, śpiew
- Uffe Cederlund – gitary, śpiew
- Lars Rosenberg – gitara basowa
- Alex Hellid – gitara

## Lista utworów
1. „Living Dead” (Andersson/Hellid) – 4:26
2. „Sinners Bleed” (Andersson/Cederlund) – 5:10
3. „Evilyn” (Andersson/Cederlund/Rosenberg) – 5:05
4. „Blessed Be” (Andersson/Cederlund/Hellid/Rosenberg) – 4:46
5. „Stranger Aeons” (Andersson/Cederlund/Hakansson) – 3:25
6. „Chaos Breed” (Andersson/Cederlund/Hakansson) – 4:52
7. „Crawl” (Andersson) – 6:13
8. „Severe Burns” (Andersson) – 4:01
9. „Through the Collonades” (Andersson/Hakansson) – 5:39